# As-Saduni
As-Saduni – wieś w Syrii, w muhafazie Dajr az-Zaur. W 2004 roku liczyła 726 mieszkańców.